# Ostesee
Der Ostesee ist ein Altarm der Oste etwa 7 km östlich von Otterndorf in Niedersachsen.

## Beschreibung
Der See entstand in den 1960er-Jahren beim Bau des Ostesperrwerks, für den das Flussbett umgelegt wurde. Der Altarm wurde im Norden durch den Hauptdeich zur Elbe abgesperrt. Im Süden wurde die Verbindung zur Oste zugeschüttet, so dass ein Stillgewässer entstand.
Der nördliche Teil des Ostesees steht unter Naturschutz. Östlich des Naturschutzgebietes befindet sich auf der Ostehalbinsel zwischen dem Ostesee und der Oste das Natureum mit dem Elbe-Küsten-Park. Ein Teil des Gebietes war ursprünglich Bestandteil des Naturschutzgebietes, wurde aber mit dem Bau des Natureums, an dessen Stelle vorher bereits eine Vogelbeobachtungsstation existierte, aufgehoben.
Der südliche Teil des 29 Hektar großen Ostesees wird als Badesee und für Wasserskisport genutzt.

## Naturschutzgebiet Ostesee
Das Naturschutzgebiet mit dem Kennzeichen NSG LÜ 081 ist rund 15 Hektar groß. Davon entfallen 8,3 Hektar auf den Landkreis Stade und 6,7 Hektar auf den Landkreis Cuxhaven. Das Gebiet steht seit dem 2. März 1982 unter Naturschutz. Zuständige untere Naturschutzbehörden sind die Landkreise Stade und Cuxhaven.
Das Naturschutzgebiet befindet sich in den niedersächsischen Gemeinden Balje in der Samtgemeinde Nordkehdingen im Landkreis Stade und Belum in der Samtgemeinde Land Hadeln im Landkreis Cuxhaven. Nördlich des Hauptdeiches schließt sich das Naturschutzgebiet „Ostemündung“ an. Auf der anderen Seite der Oste befindet sich das Naturschutzgebiet „Wildvogelreservat Nordkehdingen“.
Das Naturschutzgebiet liegt nördlich von Neuhaus (Oste) links der Oste etwa auf Höhe des Ostesperrwerks. Am Ufer des Ostesees finden sich hier ausgedehnte Röhrichte. Die angrenzenden Deichböschungen sind mit Gebüsch bewachsen, das aus Pflanzungen hervorgegangen ist. Das Naturschutzgebiet hat eine besondere Bedeutung als Brut-, Nahrungs- und Rastbiotop insbesondere für Wat- und Wasservögel.

## Bildergalerie

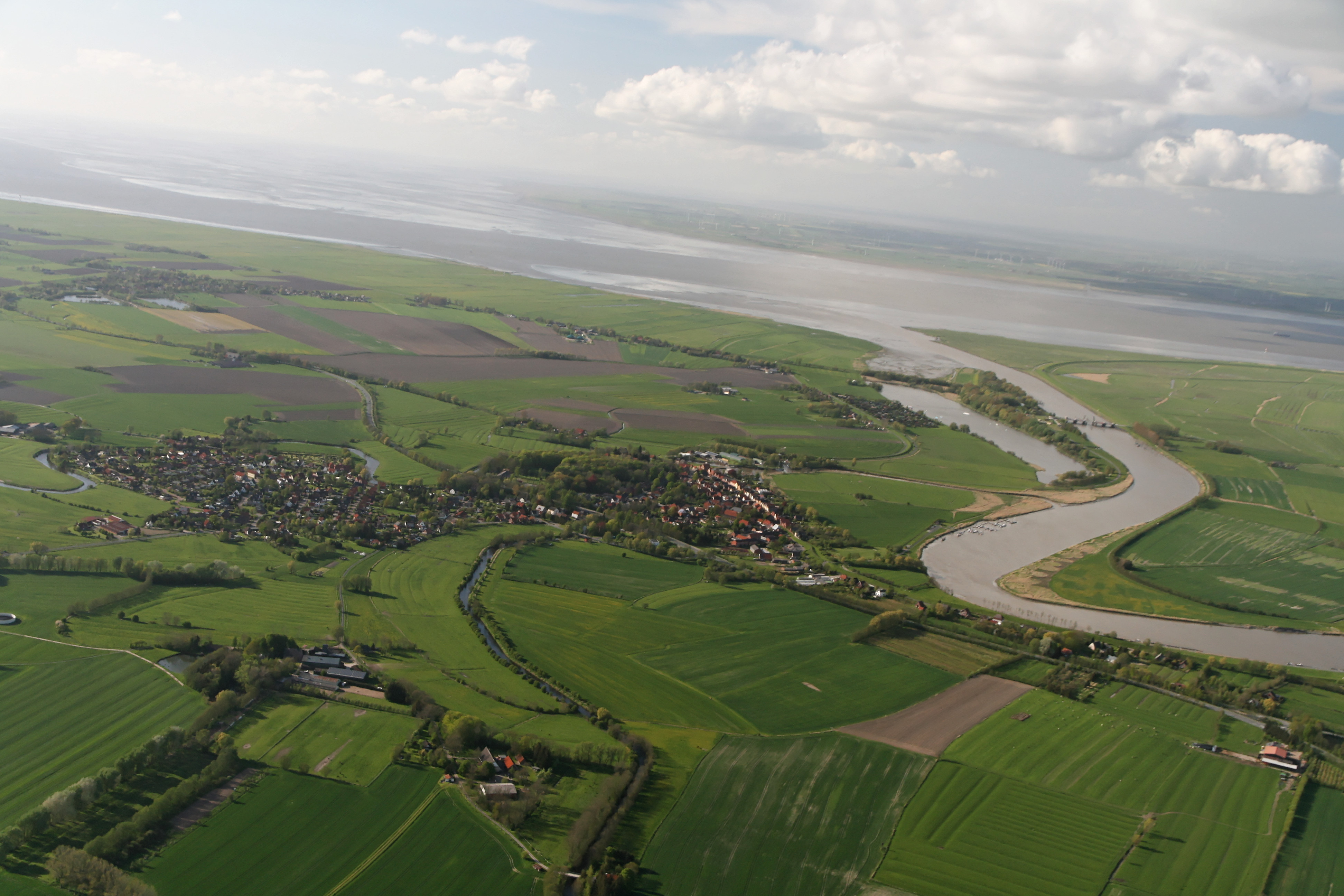
Luftaufnahme mit Ostesee halbrechts, rechts davon die Oste, Mai 2012
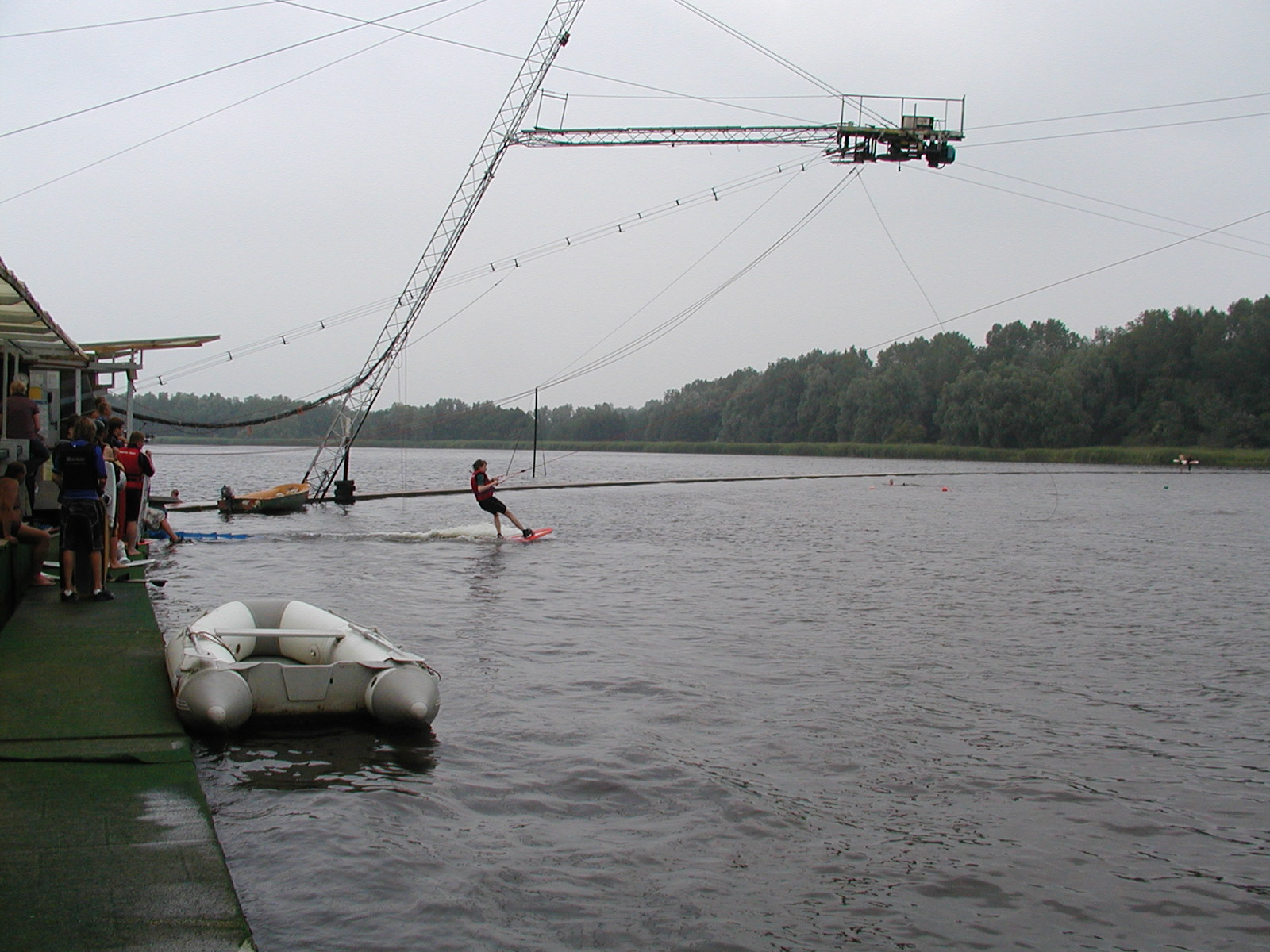
Wasserskianlage am Ostesee, Sommer 2005
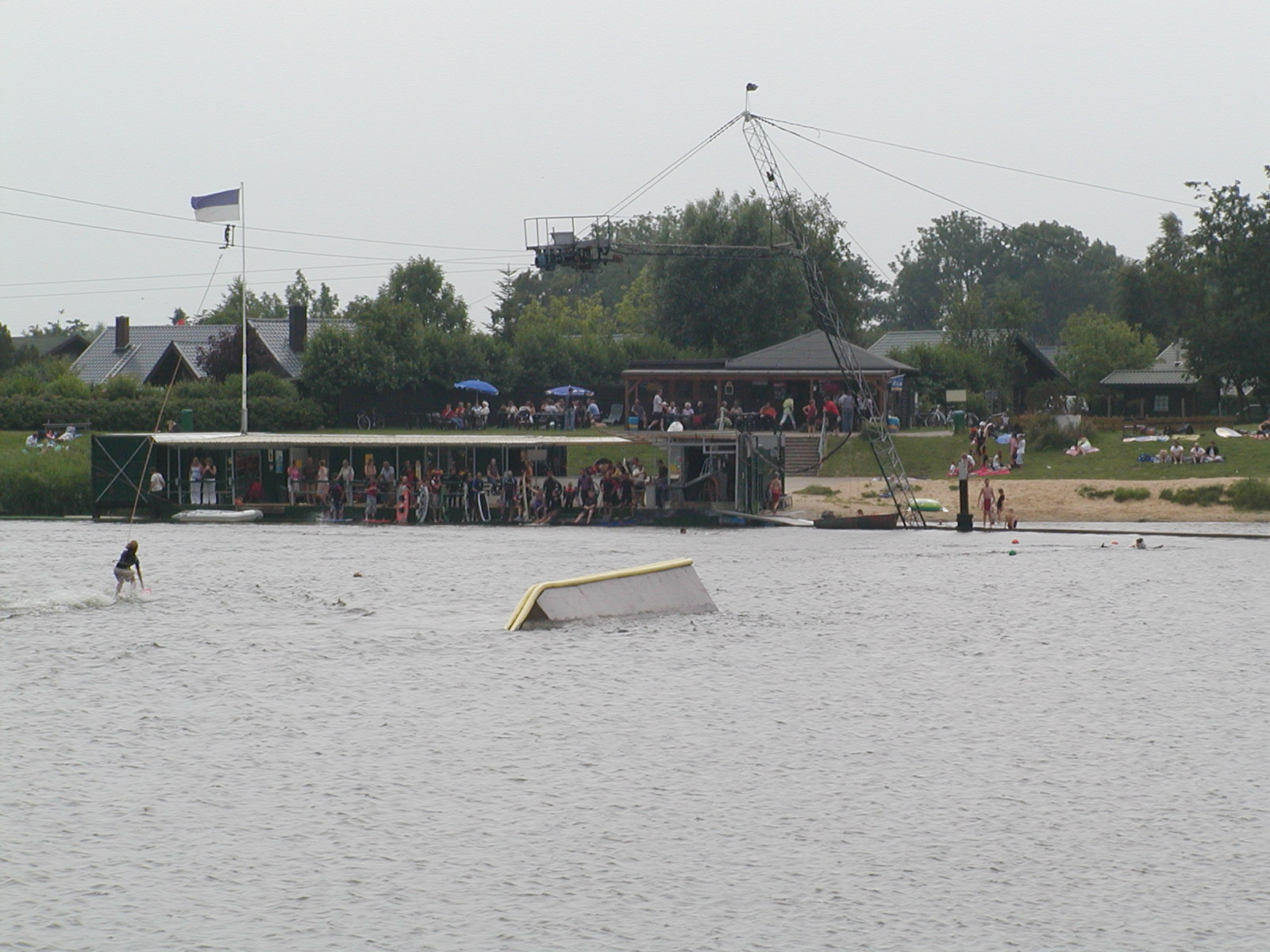
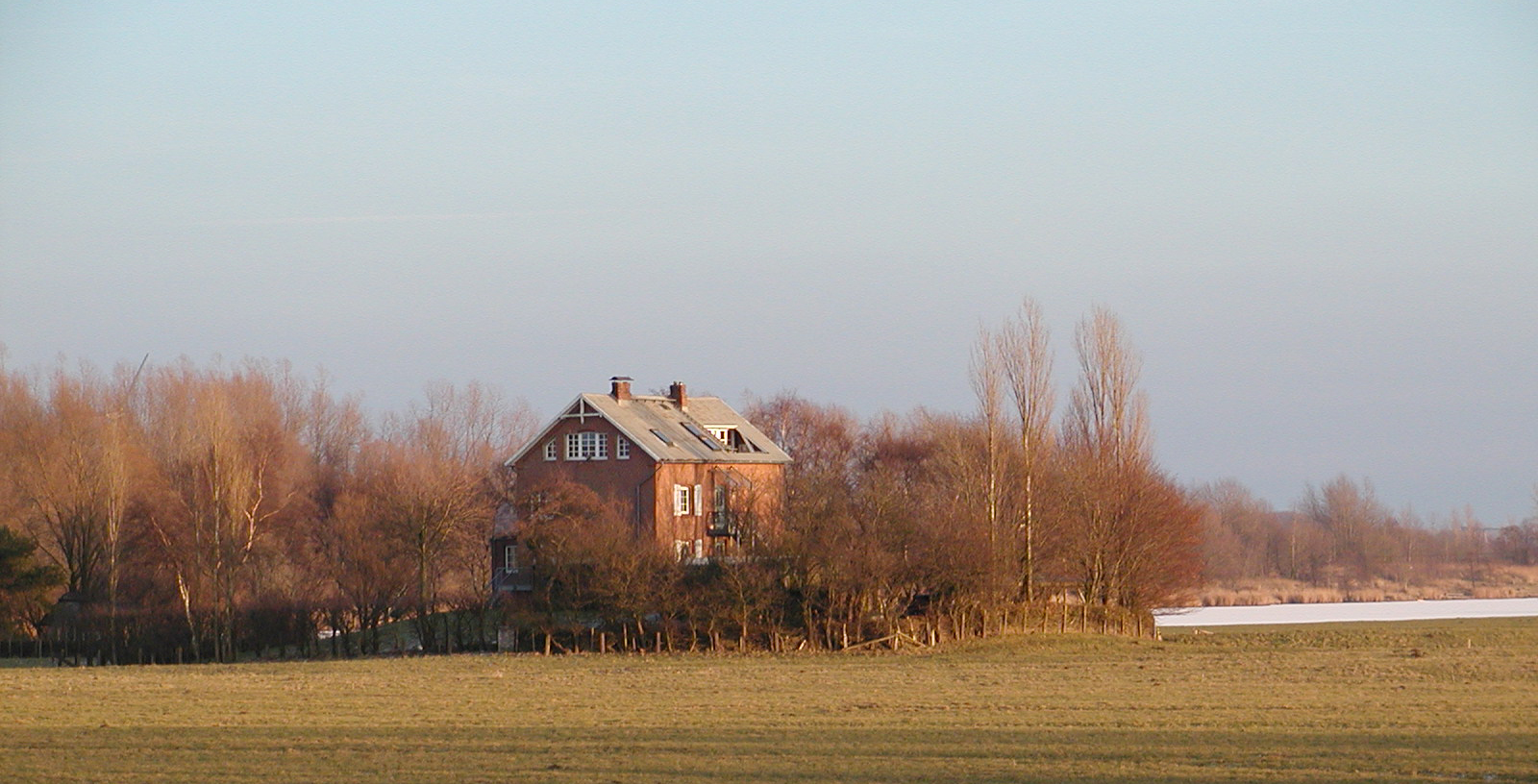
Zollhaus am Ostesee, Winter 2005